# Fred. Olsen Energy
Fred. Olsen Energy é uma empresa da Noruega que oferece serviços para a indústria de petróleo e gás, a empresa tem sede em Oslo e foi fundada em 1997.